# مارهوف

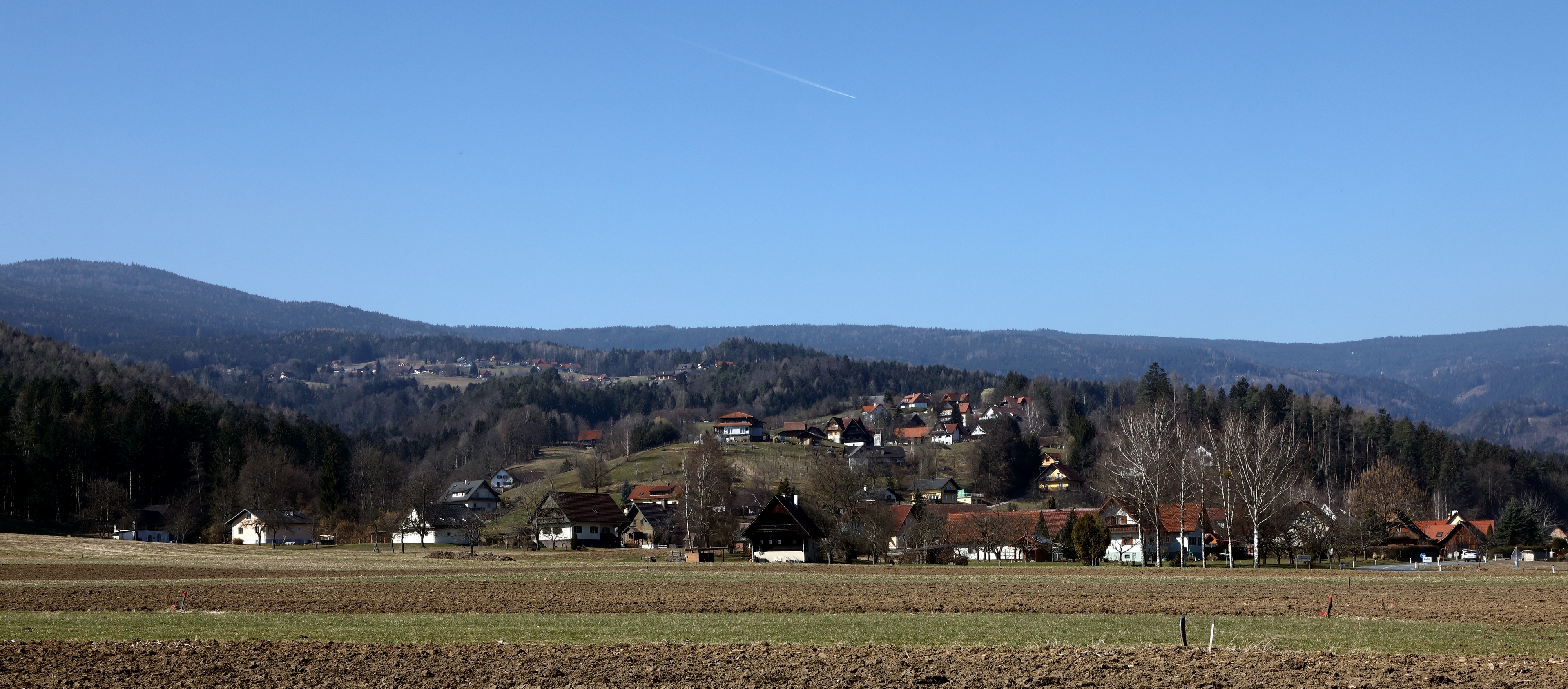

مارهوف (به آلمانی: Marhof) یک منطقهٔ مسکونی در اتریش است که در دویچلندسبرگ واقع شده‌است. مارهوف ۳۰٫۸۰ کیلومتر مربع مساحت دارد ۴۶۰ متر بالاتر از سطح دریا واقع شده‌است.